# Cylindropuntia arbuscula
Cylindropuntia arbuscula, conocida comúnmente como tasajo o chollita, es una especie de planta suculenta perteneciente al género Cylindropuntia, dentro de la familia Cactaceae. Se distribuye desde Arizona (Estados Unidos) hasta el norte de México (concretamente en los estados mexicanos de Sonora, Sinaloa y Chihuahua).

## Descripción
Cylindropuntia arbuscula es una especie de cactus que crece como un arbusto o pequeño árbol muy ramificado de 0,5 a 3 m de altura, con un tronco bien desarrollado de 10 a 12 cm de diámetro. Los tallos son erectos, articulados y están formados por segmentos delgados que se desprenden con facilidad. Cada uno de ellos mide de 6 a 11 cm de largo y de 0,5 a 3 cm de diámetro. Su forma es cilíndrica y alargada, recordando a un lápiz por su delgadez. Tienen la epidermis de color verde con tonos púrpura. Presentan tubérculos estrechos y oscuros de 1 a 2 cm de largo y aparecen como arrugas cuando se secan.

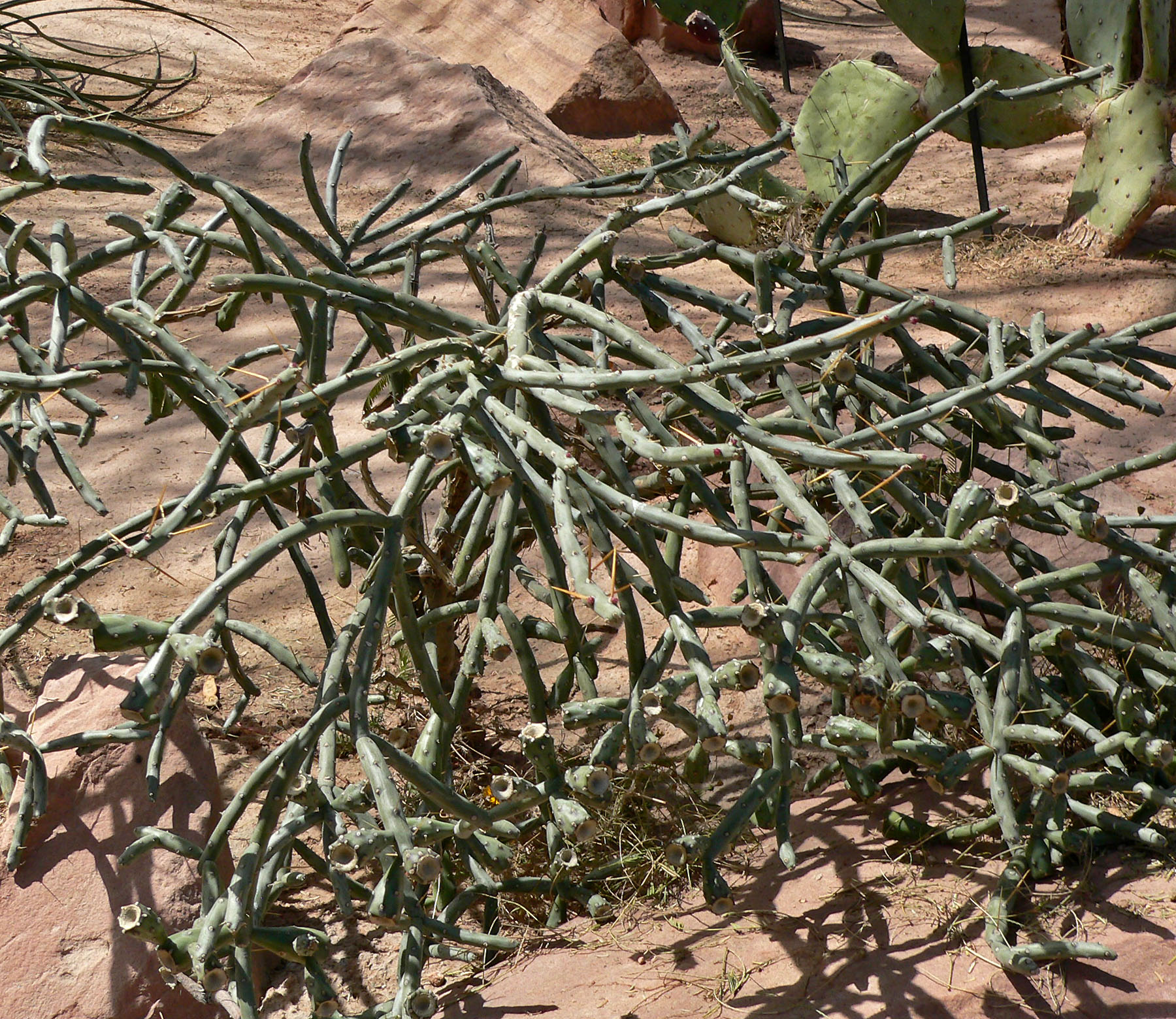
Hábito de la planta

Sobre los tallos se asientan areolas que van de elípticas a circulares, miden de 1 a 2 mm de diámetro y están cubiertas de lana de color canela a marrón. Poseen gloquidios de color amarillo pálido rodeando la areola y usualmente alguna de ellas presenta espinas cubiertas por una vaina epidérmica amarillenta o marrón amarillento que parece de papel. 

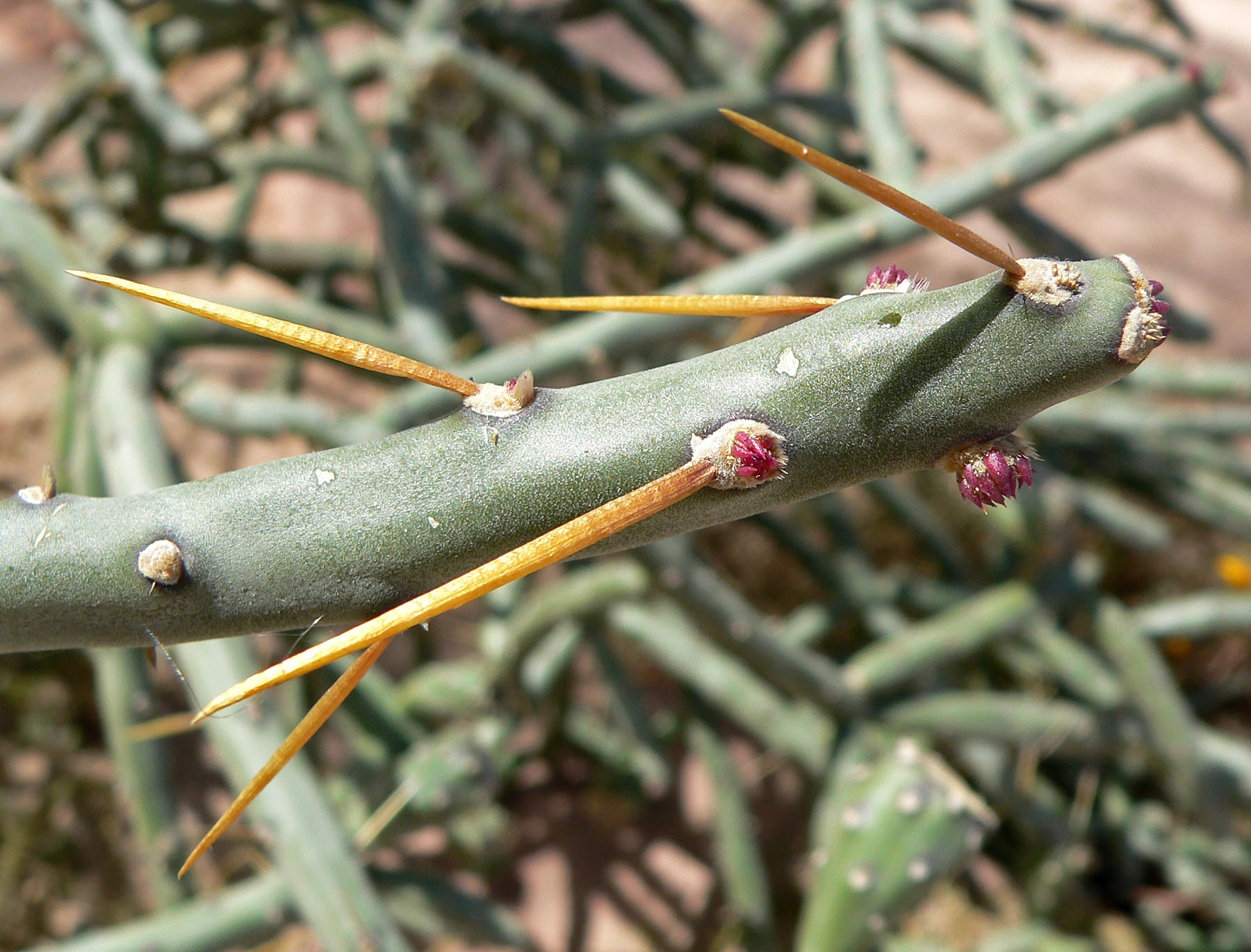
Detalle de las espinas

Las espinas aparecen de 0 a 3 por areola, donde una de ellas suele ser más larga, llegando a medir de 0,8 a 5 cm de largo. Son gruesas y se encuentran dispersas a lo largo de los segmentos de los tallos. Usualmente apareen curvadas hacia abajo y son de color gris claro a oscuro o amarillo o marrón rojizo cerca de la base, ennegreciéndose con la edad.

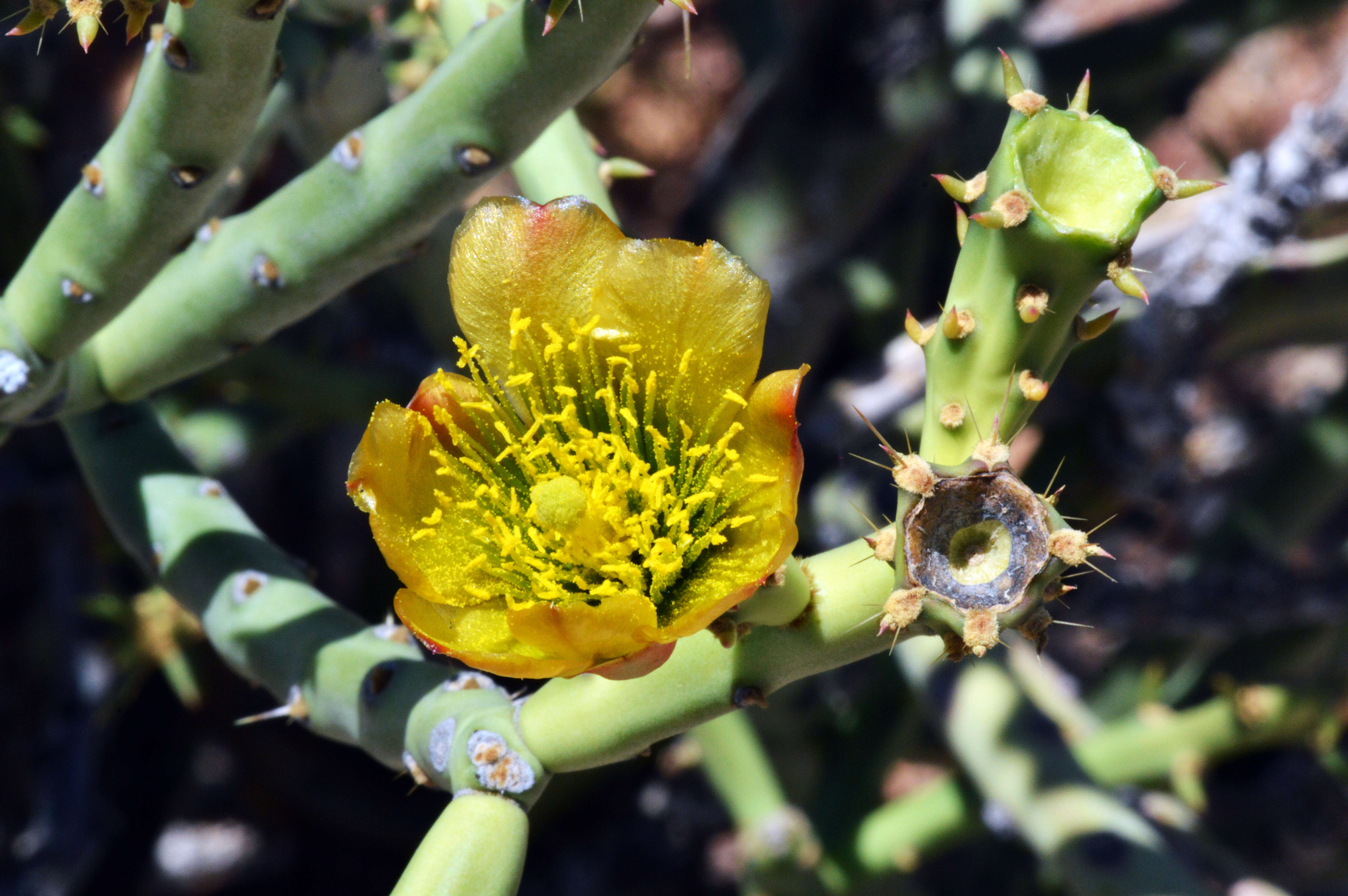
Detalle de la flor

Las flores son pequeñas y de color bronce oscuro a bronce anaranjado. Surgen a finales de primavera (mayo-junio) cerca del ápice de los tallos y son autoestériles. Se abren durante el día (diurnas) y son polinizadas por abejas. Miden alrededor de 2,5 a 3,5 cm de diámetro y de 1,7 a 2 cm de longitud. Tienen el estilo de color blanco o a veces naranja claro distalmente y los lóbulos del estigma de color verde pálido.

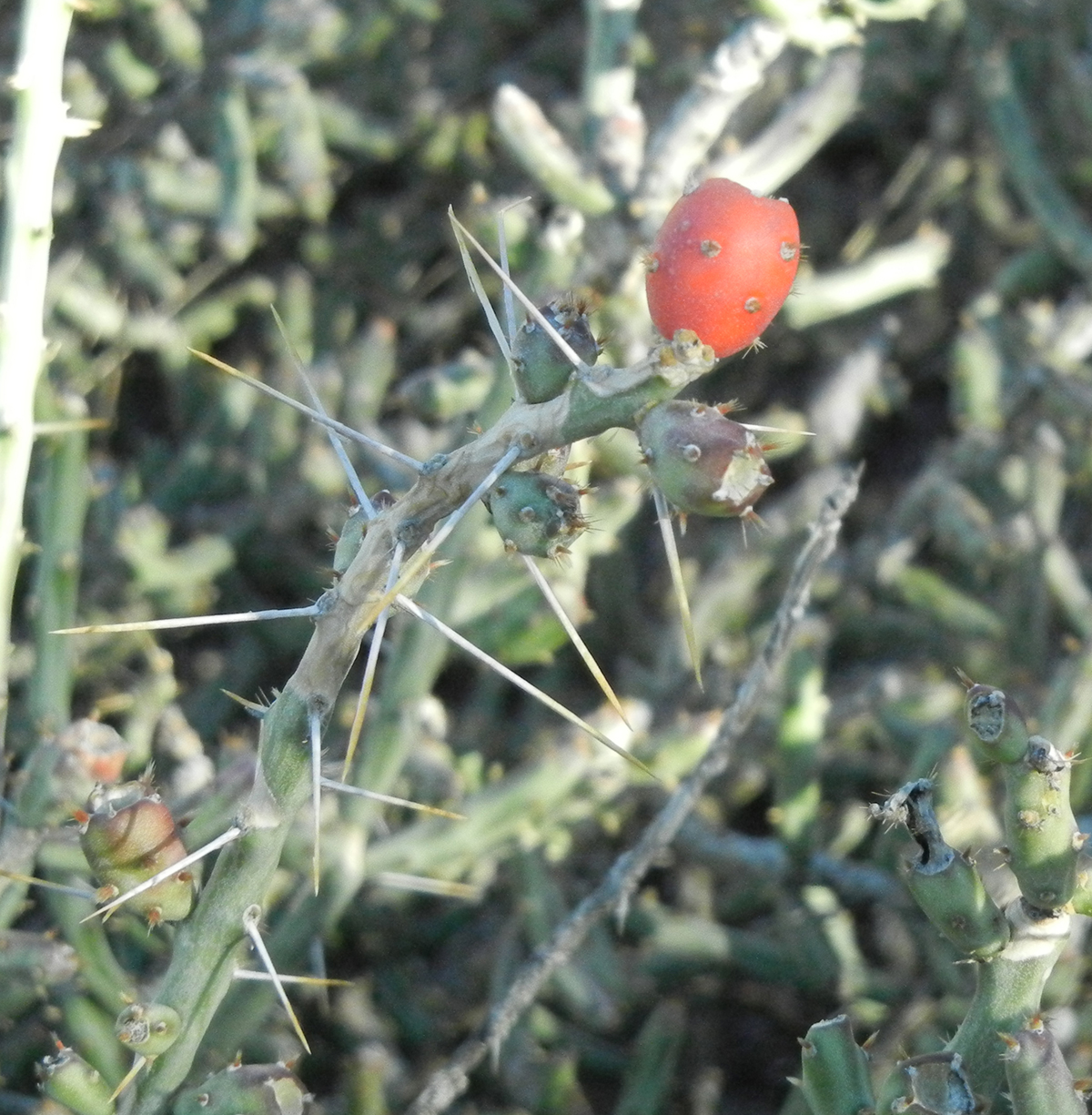
Detalle del fruto

Los frutos tienen forma ovoide, con el ápice hundido de 3 a 4 mm de profundidad. Miden de 2,5 a 5 cm de largo, de 1,5 a 3,5 cm de diámetro y aunque son de color verde amarillo pálido, a veces se tiñen de rojo o púrpura. Son carnosos y mayoritariamente sin espinas.

## Distribución y hábitat
El área de distribución nativa de esta especie abarca desde Arizona (Estados Unidos) hasta el norte de México (concretamente en los estados mexicanos de Sonora, Sinaloa y Chihuahua). Crece principalmente en biomas desérticos o de matorrales secos, desde la primera línea de costa hasta los 1000 metros de altitud.

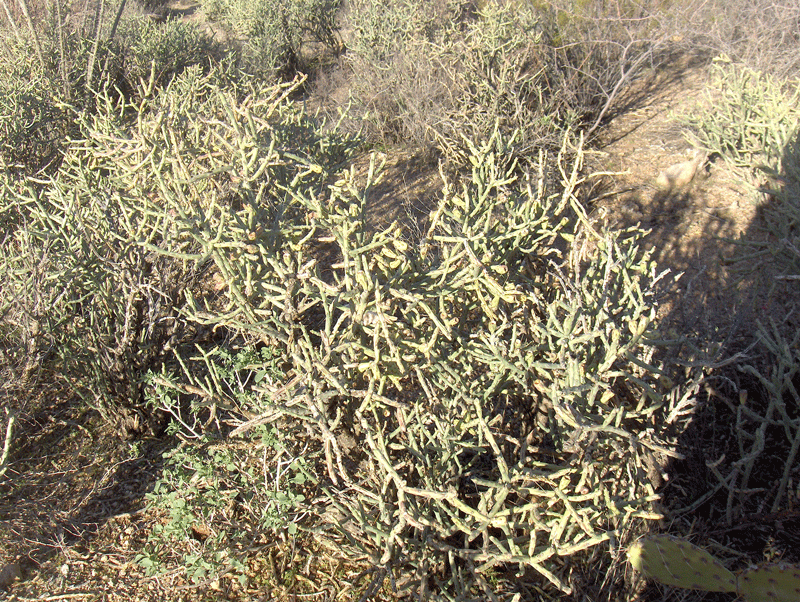
En su hábitat

Habita en suelos densos en las planicies del desierto de Sonora, en bajadas y a lo largo de cauces arenosos.

## Taxonomía
La primera descripción de esta especie fue como Opuntia arbuscula, publicada en 1856 por el botánico alemán George Engelmann en Syn. Cact. U.S.: 53.
Posteriormente, el botánico danés Frederik Marcus Knuth colocó la especie en el género Cylindropuntia, pasando a llamarse Cylindropuntia arbuscula y anotando estos cambios en el libro Den Nye kaktusbog: 131 en el año 1930.
Etimología
- Cylindropuntia: nombre genérico formado por dos palabras: el sustantivo griego kýlindros (que significa 'cilindro') y el género Opuntia, (con el que el género tiene similitudes), haciendo referencia a la forma cilíndrica de los tallos de las plantas.
- arbuscula: epíteto específico latino que significa "árbol pequeño", haciendo referencia a la forma de crecimiento de la especie.[6]

## Estado de conservación
En la Lista Roja de Especies Amenazadas de la UICN, la especie está clasificada como de “Preocupación Menor (LC)” y no se conocen amenazas importantes para la conservación de esta especie.

## Importancia económica y cultural

### Cultivo
La especie se cultiva principalmente como planta ornamental y su propagación se realiza a través de esquejes o semillas. En invierno hay que tener cuidado con las bajas temperaturas ya que es sensible a las heladas.

### Otros usos
Los frutos de esta especie son utilizados por la población local para elaborar una bebida.
Además, los indígenas pápagos utilizaban los cogollos tiernos de esta planta como verdura hervida, pero probablemente solo en épocas de escasez.